# Factor citoestàtic
El factor citostàtic és un regulador que actua mantenint la detenció en la metafase II mitjançant la prevenció de la pèrdua de MPF (maduration-promoting-factor = CDK1/ciclina B). L'aturada en la metafase II és iniciada i mantinguda gràcies a la inhibició del complex/ciclosoma promotor de l'anafase APC/C, i el factor citostàtic esdevé així una via de senyalització que també promou la inhibició d'APC/C.
L'oogènesi dels vertebrats condueix a la producció d'oòcits immadurs, els quals es pararan a la primera profase meiòtica (en algunes espècies, això pot durar anys). Després d'una estimulació hormonal, aquests oòcits entren en la segona fase de la meiosi. En granotes, ratolins, humans i molts vertebrats, la meiosi és aturada a la metafase II, abans de la fertilització, i es pot obtenir així un oòcit madur. Des del punt de vista fisiològic, el factor citostàtic és un element citoplasmàtic que només es veu inhibit per un augment de la concentració de calci degut a la fertilització, i el resultat d'això és la degradació de la ciclina B, la subunitat reguladora de les MPF que s'encarrega de controlar el pas d'anafase a metafase, mitjançant l'APC/C. Després de la fertilització, l'oòcit ràpidament completa la segona fase de la divisió meiòtica per generar un pronucli haploide i formar així, junt amb l'espermatozou, un zigot diploide.

## Descobriment del factor citostàtic
Tres estudis experimentals van contribuir a identificar les molècules clau del cicle cel·lular, les MPF. La primera d'aquestes línies d'investigació tenia com a base els estudis amb oòcits de granota. Aquests oòcits es detenen a la fase G2 del cicle cel·lular, fins que són estimulats hormonalment a entrar a la fase M de la meiosi.
El 1971, dos grups d'investigadors (Yoshio Masui i Clement Marker, així com Dennis Smith i Robert Ecker) van descobrir que es podia induir el canvi de cicle cel·lular injectant citoplasma d'oòcits estimulats hormonalment a altres oòcits no estimulats. Es va poder observar que un factor que es trobava en el citoplasma era capaç d'induir aquesta transició de G2 a M, ja que els oòcits no estimulats que havien rebut la microinjecció també feien la transició de G2 a M. Amb aquest descobriment, es va saber que el factor citostàtic és un mecanisme regulador únic dels oòcits que manté l'activitat de les MPF durant la transició de metafase a anafase de la meiosi I, i la subsegüent detenció a la metafase II, la qual cosa bloqueja el pas de metafase a anafase en meiosi II, i la inactivació de MPF que tindria lloc a causa de la proteòlisi de la ciclina B (subunitat del MPF) durant una fase M normal.

## Mecanisme d'actuació del CSF
Per completar la meiosi, els oòcits prevenen l'activació de la partogènesi parant el cicle cel·lular en la metafase de la meiosi II, gràcies a l'actuació de CSF, que bloqueja la sortida d'aquesta etapa. CSF actua augmentant la concentració del factor promotor de la maduració (MPF; CDK1/cyclin B; factor de creixement), que s'encarrega de conduir les cèl·lules somàtiques a la mitosi i els gàmetes a la meiosi. MPF és estable en els oòcits des de la metafase mitòtica, quan augmenta la seva síntesi, i pot ser regulat per la degradació de la ciclina B i/o per la fosforilació de CDK1.
És possible reactivar el cicle i sortir de la metafase II inhibint el component CDK1 de les MPF. El senyal que estimula aquesta reactivació és la fertilització: provoca un augment de la concentració de calci citoplasmàtic i això indueix la pèrdua de ciclina B (en lloc de la inactivació del CDK1). La ciclina B és degradada per D-box (caixa de destrucció) en la seva seqüència primària, la qual és reconeguda per la ligasa E3 del complex APC/C (o SCF complex). Les proteïnes clau del cicle cel·lular poliubiquitinitzades pel complex APC/C, com la ciclina B, són dirigides al proteosoma 26S per a la seva proteòlisi. Per tant, la pèrdua de MPF normalment s'associa a la destrucció ràpida de ciclina B, fent així que CDK1 no tingui funció catalítica sense la seva part reguladora.
Totes les vies de senyalització per a induir el CSF tenen com a objectiu final inhibir la ubiquitinligasa complex/ciclosoma promotor de l'anafase (APC/C). L'APC/C és una cadena llarga de proteïnes associades almenys a 2 activadors: cdc20 o cdh1, per a promoure la poliubiquitinització de la securina, de ciclines i d'altres reguladors del cicle cel·lular per a la seva següent degradació als proteosomes.
A diferència de les MPF, la identitat de CSF encara no està del tot definida, tot i la identificació simultània d'ambdues activitats. Les observacions fetes fins ara porten a pensar que la relació entre MPF i l'activitat de l'APC/C és estreta, ja que l'activitat del CSF té com a finalitat establir un mecanisme inhibidor del complex APC/C en la meiosi.
En la mitosi, ja se sap que les proteïnes encarregades d'inhibir el complex APC/C són les anomenades SAC (spindle assembly checkpoint), i també se sap que l'activació del CSF és deguda a la via que porten a terme aquestes proteïnes SAC.

## Estudis recents: cascada c-Mos/ MEK/MAPK/p90rsk
Experiments més recents han identificat una proteïna serina/treonina denominada c-Mos com a component fonamental del CSF. C-Mos és un protooncogen de la família de les quinases que regula els senyals de transducció que faran que la cèl·lula maduri i es diferenciï. Es presenta en l'etapa de maduració de la cèl·lula (G1). La senyalització de la cascada c-Mos/ MEK/MAPK/p90rsk sembla que ajuda directament a l'activació i estabilització de MPF. C-Mos se sintetitza únicament en els oòcits al final de la meiosi I, i és necessària tant per a l'increment de l'activitat de les MPF durant la metafase I com per a mantenir l'activitat de les MPF durant la detenció en la metafase II. Senyal de Ca2+ com a regulador.
C-Mos activa una cascada de senyalització que indueix l'aturada en la metafase II. Mediadors:
- MAPK (mitogen activated protein kinase) conté MEK i Erkl/2 kinases. Específicament, en els oòcits activen Rsk, una altra proteïna kinasa, que inhibeix la degradació de la ciclina B i estimula la seva síntesi, a la vegada que manté l'activitat del MPF.
- Components de SAC (Spindle-assembly checkpoint).
- Proteïnes de la família Erp/Emi.

Molts estudis realitzats per Maller i col·laboradors indiquen que la cascada de senyalització Mos/MEK/MAPK/p90RSK inhibeix APC/C activant un dels subcomponents de les proteïnes SAC, BUB1 (preveu possibles danys en el fus mitòtic de l'anafase en la divisió mitòtica cel·lular). Diferents resultats indiquen que Mos va aparèixer durant l'evolució animal relativament d'hora, com un kinasa expressada per l'oòcit, i funciona des de temps ancestrals en la regulació de senyals específics del nucli en la meiosi femenina (oòcits).

## Senyal de Ca2+ com a regulador
Diferents experiments han identificat el CaMKII com la primera kinasa per Plk (Polo-Like kinases) i han esclarit com el senyal de Ca2+ controla el temps de degradació de les proteïnes de la família Erp/Emi. Així, un senyal temporal de Ca2+ (incrementant els nivells), combinat amb una regulació espacial (fosforilació depenent de senyals peptídics que condueixen a la degradació), desencadenen la fertilització i completen la meiosi II. Per tant, les identificacions evidencien que Emi1 és un inhibidor d'APC/C que té un paper molt important en la fase de la meiosi del cicle cel·lular, però no hi ha evidències concloents per al rol d'Emi1 en l'aturada de CSF.

## Conclusions
Arran del descobriment de l'activitat de la cascada de senyalització Mos/MAPK en els oòcits dels ratolins, s'ha proposat que p90rsk intervé en la fosforilació d'Emi, la qual cosa fa augmentar les unions d'aquesta en l'activador cdc20 del complex APC/C per tal de poder-lo inhibir durant l'activitat del CSF. Tot i així, aquests resultats no són del tot concloents, ja que s'han fet diversos experiments amb ratolins nockout i s'ha pogut veure que no sempre és així, i probablement hi hagi diferències significatives d'espècie a espècie en les diferents vies de regulació del CSF. La recerca centrada en l'activitat del factor citostàtic com a mecanisme de parada de la meiosi II en la segona metafase ha fet un gran avenç identificant la família de proteïnes Emi/ Erp, les quals han resultat ser crucials per a la inhibició directa d'APC/C i, conseqüentment, l'aturada del cicle cel·lular en la metafase II de la meiosi. La destrucció regulada d'Erp/Emi2 després de la fertilització sembla el primer pas per activar el factor citostàtic, a més de contribuir a acabar la meiosi i el subsegüent desenvolupament embrionari.